# Glacier Liv
Le glacier Liv est un glacier entre la chaîne du Prince-Olav à l'ouest et la chaîne Duncan et le chaînon Herbert à l'est, dans la chaîne de la Reine-Maud, en Antarctique.
Il est découvert en 1911 par Roald Amundsen, qui le nomme en l'honneur de la fille de Fridtjof Nansen.